# Natació sincronitzada al Campionat del Món de natació de 2011
La competició de natació sincronitzada al Campionat del Món de natació de 2011 es realitzà al Shanghai Oriental Sports Center de la ciutat de Xangai (República Popular de la Xina) entre els dies 17 i 23 de juliol.

## Resum de medalles
| Event          | Or | Or     | Plata | Plata  | Bronze | Bronze |
| Solo tècnic    | Natalia Ishchenko (RUS) | 98.300 | Huang Xuechen (CHN) | 96.500 | Andrea Fuentes (ESP) | 95.300 |
| Solo lliure    | Natalia Ishchenko (RUS) | 98.550 | Andrea Fuentes (ESP) | 96.520 | Sun Wenyan (CHN) | 95.840 |
| Rutina tècnica | RússiaNatalia Ishchenko · Svetlana Romàixina | 98.200 | R.P. de la XinaHuang Xuechen · Liu Ou | 96.500 | EspanyaOna Carbonell · Andrea Fuentes | 95.400 |
| Rutina lliure  | RússiaNatalia Ishchenko · Svetlana Romàixina | 98.410 | R.P. de la XinaJiang Tingting · Jiang Wenwen | 96.810 | EspanyaOna Carbonell · Andrea Fuentes | 96.500 |
| Rutina tècnica | RússiaAnastassia Davídova · Maria Gromova · Elvira Khasyanova · Svetlana Kolesnichenko · Daria Korobova · Aleksandra Patskevich · Alla Shishkina · Anzhelika Timanina · Anisy Olkhova* · Alexandra Zueva*                       | 98.300 | R.P. de la XinaChang Si · Huang Xuechen · Jiang Tingting · Jiang Wenwen · Liu Ou · Luo Xi · Sun Wenyan · Wu Yiwen · Chen Xiaojun* · Guo Li*                         | 96.800 | EspanyaClara Basiana · Alba María Cabello · Ona Carbonell · Marga Crespi · Andrea Fuentes · Thaïs Henríquez · Paula Klamburg · Cristina Salvador · Sara Gijon* · Irene Montrucchio*                                                  | 96.000 |
| Rutina lliure  | RússiaAnastassia Davídova · Natalia Ishchenko · Elvira Khasyanova · Svetlana Kolesnichenko · Daria Korobova · Aleksandra Patskevich · Alla Shishkina · Anzhelika Timanina · Maria Gromova (reserve) ·                           | 98.620 | R.P. de la XinaChang Si · Fan Jiachen · Huang Xuechen · Jiang Tingting · Jiang Wenwen · Liu Ou · Luo Xi · Wu Yiwen · Chen Xiaojun (reserve) · Sun Wenyan (reserve)  | 96.580 | EspanyaClara Basiana · Alba María Cabello · Ona Carbonell · Marga Crespi · Andrea Fuentes · Thaïs Henríquez · Paula Klamburg · Irene Montrucchio · Sara Gijon* · Cristina Salvador*                                                  | 96.090 |
| Combinada      | RússiaAnastassia Davídova · Maria Gromova · Natalia Ishchenko · Elvira Khasyanova · Svetlana Kolesnichenko · Daria Korobova · Aleksandra Patskevich · Svetlana Romàixina · Alla Shishkina · Anzhelika Timanina · Anisy Olkhova* | 98.470 | R.P. de la XinaChang Si · Chen Xiaojun · Fan Jiachen · Guo Li · Huang Xuechen · Liu Ou · Luo Xi · Sun Wenyan · Wu Yiwen · Yu Lele · Jiang Tingting* · Jiang Wenwen* | 96.390 | CanadàGenevieve Belanger · Marie-Pier Boudreau Gagnon · Stephanie Durocher · Jo-Annie Fortin · Chloe Isaac · Stephanie Leclair · Tracy Little · Elise Marcotte · Karine Thomas · Valerie Welsh · Gabrielle Cardinal* · Erin Willson* | 96.150 |

## Medaller
| Posició | País            | Or | Plata | Bronze | Total |
| 1       | Rússia          | 7  | 0     | 0      | 7     |
| 2       | R.P. de la Xina | 0  | 6     | 1      | 7     |
| 3       | Espanya         | 0  | 1     | 5      | 6     |
| 4       | Canadà          | 0  | 0     | 1      | 1     |
| Total   | Total           | 7  | 7     | 7      | 21    |